# Rašica (Velike Lašče)

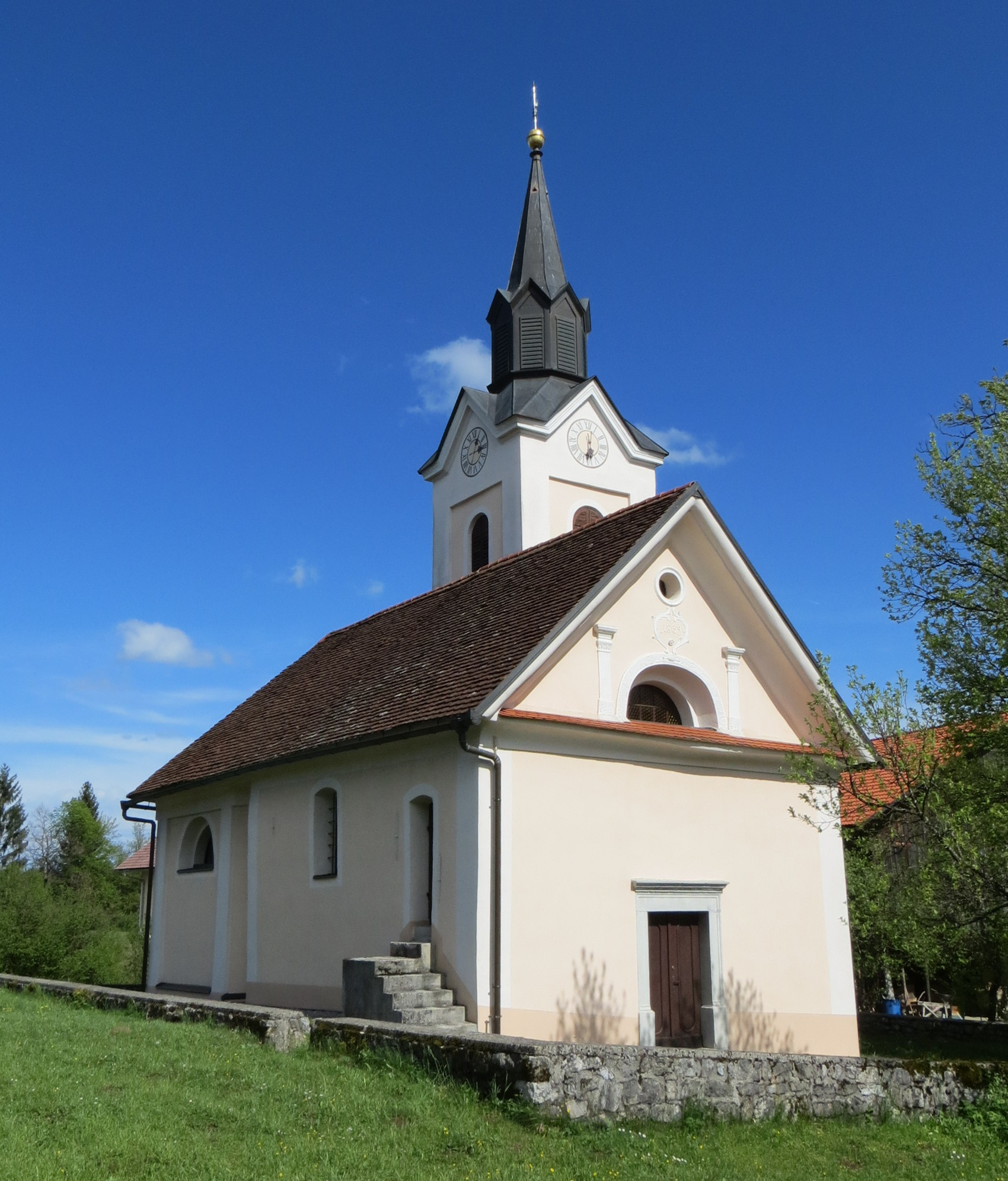
Bartholomäus-Kirche in Rašica

Rašica ist eine Ortschaft nördlich von Velike Lašče in Slowenien. Das Gebiet ist Teil der traditionellen Region Unterkrain und gehört jetzt zur statistischen Region Zentralslowenien.

## Name
Der Ort ist nach dem südlich vorbeifließenden Bach Rašca benannt. In historischen Dokumenten finden man ihn unter den Bezeichnungen Rayschicz (1332), Retesez (1459), Rasitz (1505).

## Kirche
Die örtliche Kirche ist dem Heiligen Bartholomäus (slowenisch: sveti Jernej) geweiht. Sie wurde im frühen 17. Jahrhundert an der Stelle eines älteren Gebäudes errichtet und 1765 im Barockstil umgestaltet.

## Personen
Der slowenische Reformator und Bibelübersetzer Primož Trubar wurde 1508 in Rašica geboren.